# Skoböleträsket
Skoböleträsket (finska: Kuupylyjärvi) är en sjö i kommunen Kimitoön i landskapet Egentliga Finland i Finland. Arean är 35 hektar och strandlinjen är 3,86 kilometer lång. Sjön  ingår i Södra Skärgårdshavets avrinningsområde.   Den ligger omkring 38 kilometer sydöst om Åbo och omkring 120 kilometer väster om Helsingfors. 
Norr om Kuupylyjärvi ligger Lappdalsfjärden. 